# Dawaagijn Enchee
Dawaagijn Enchee (mong. Даваагийн Энхээ; ur. 29 lipca 1964 w somonie Malczin) – mongolska biegaczka narciarska, dwukrotna olimpijka.
W Calgary wzięła udział w biegach na 5, 10 i 20 kilometrów zajmując odpowiednio 50., 48. i 51. miejsce. Czternaście lat później wystartowała w biegu łączonym 5+5 kilometrów, a kończąc pierwszą część konkurencji na 68. pozycji nie awansowała do drugiego etapu.